# Europa regina

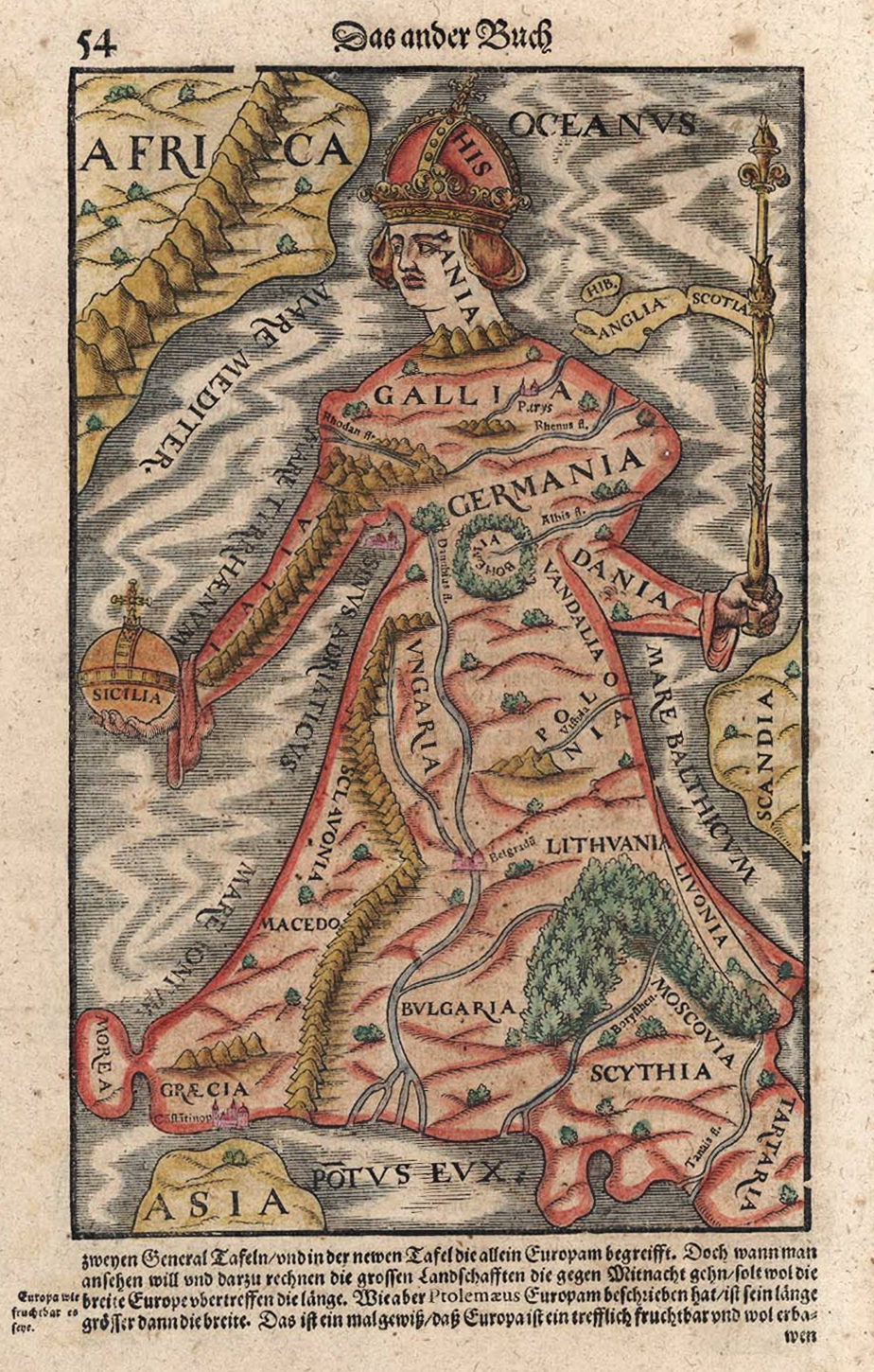
Europa Regina dans la Cosmographia de Sebastian Münster.

Europa regina, (ce qui signifie en latin « la reine Europe »), est la représentation cartographique du continent européen sous la forme d'une reine. Devenue populaire au XVIe siècle, la carte montre l'Europe sous les traits d'une jeune femme gracieuse portant des insignes impériaux. La péninsule ibérique (Hispania) en est la tête, qui porte une couronne fermée. Les Pyrénées, formant le col, séparent la péninsule ibérique de la France (Gallia), qui constitue le haut du thorax. Le Saint Empire romain germanique (Germania et autres territoires) est le centre du torse, la Bohême (et parfois l'Autriche dans les premières représentations) étant le cœur de la femme (ou alors un médaillon à sa taille). Sa longue robe s'étend jusqu'en Hongrie, en Pologne, en Lituanie, en Livonie, en Bulgarie, en Moscovie, en Macédoine et en Grèce. Dans ses bras, formées par l'Italie et le Danemark, elle tient un sceptre et un globe (la Sicile). La carte représente à tort l’Europe comme étant un continent séparé de l’Asie par la mer. Dans la plupart des versions d'Europa regina, l'Afrique, l'Asie et la péninsule scandinave ne sont, tout comme les îles britanniques, que partiellement représentées, sous forme schématique.

## Origines
Au cours du Moyen Âge européen, les cartes adhéraient généralement au schéma TO centré sur Jérusalem. Les cartes séparées de l'Europe étaient extrêmement rares ; les seuls exemples connus en étant une carte du Liber Floridus de Lambert de Saint-Omer, publiée en 1112, et une carte byzantine du XIVe siècle. La suivante a été publiée par le cartographe Johannes Putsch d'Innsbruck en 1537, soit au début de l'époque moderne.
La carte de Johannes Putsch fut la première à représenter l'Europe sous la forme d'une Europa regina, les régions européennes formant une forme humaine féminine portant la couronne impériale (en), un sceptre et un orbe crucigère. La carte a été imprimée pour la première fois par le calviniste Christian Wechel. Bien que l'origine et la perception initiale de cette carte soient en grande partie incertaines, on sait que Putsch (dont le nom a été latinisé en Johannes Bucius Aenicola, 1516–1542) entretenait des relations étroites avec l'empereur du Saint-Empire romain germanique Ferdinand Ier de Habsbourg,, et que la popularité de la carte a augmenté de manière significative au cours de la seconde moitié du XVIe siècle. Le terme moderne d'Europa regina n'était pas encore utilisé par les contemporains de Putsch, qui utilisaient à la place l'expression latine Europa in forma virginis (« L'Europe sous la forme d'une jeune fille ») ; il se répandit en concomitance du poème de Putsch Europa lamentans, adressé aux empereurs, leur demandant de soulager l'Europe de ses guerres.
En 1587, Jan Bußemaker publia une gravure sur cuivre de Matthias Quad, montrant une adaptation de l'Europa regina de Putsch, sous le titre de « Europae descriptio ». Depuis 1588, une autre adaptation a été incluse dans toutes les éditions ultérieures de la Cosmographia (en) de Sebastian Münster, tandis que les éditions antérieures ne l'incluaient que parfois. L'Itenerarium sacrae scripturae de Heinrich Bünting, qui comportait une carte de l'Europe avec des traits féminins dans son édition de 1582, a repris le design de l'Europa regina dans son édition de 1589. Sur la base de ces exemples et d’autres, l’on peut voir que l'année 1587 marque le moment où de nombreuses publications ont commencé à adopter l’imagerie d’Europa regina.

## Symbolisme
Europa Regina a été introduite dans les années 1530 par le cartographe autrichien Johannes Putsch, probablement dans le but de représenter l'Europe comme l'épouse de Charles Quint de Habsbourg, qui aspirait à devenir le monarque universel de la chrétienté et régnait sur de nombreux royaumes, dont le Saint-Empire romain germanique et le royaume d'Espagne. Les arguments en faveur de cette hypothèse sont : l'orientation vers l'ouest de la carte avec l'Hispania comme la tête couronnée de l'ensemble, et dont la figure est censée ressembler au visage de l'épouse de Charles Quint, Isabelle de Portugal ; l'utilisation des insignes du Saint-Empire romain germanique – sa couronne, son sceptre et son orbe – et la représentation des royaumes des Habsbourg (Autriche, Bohême, Hongrie, Allemagne) comme cœur et centre du corps ; et la conception de la robe, qui ressemble au code vestimentaire contemporain de la cour des Habsbourg,. Comme dans les portraits contemporains de couples, Europa regina a la tête tournée vers sa droite et tient également l'orbe avec sa main droite, ce qui a été interprété comme faisant face et offrant du pouvoir à son mari imaginaire, l'empereur.
En dehors de cela et de manière plus générale, l'Europe est présentée comme la res publica christiana, la chrétienté unie de la tradition médiévale, et comme une grande puissance, voire même comme la puissance dominante dans le monde.
Une troisième allégorie est celle de l'Europe comme paradis à travers la place particulière donnée aux étendues d'eau sur la carte. Comme l'iconographie contemporaine représentait le paradis sous une forme fermée, Europa regina est entourée de mers et de rivières. Le Danube est représenté de manière à ressembler au cours du fleuve biblique qui traverse le paradis, avec son estuaire formé de quatre bras.
Le fait qu'Europe regina soit entourée d'eau est également une allusion à l'Europe mythologique antique, qui fut enlevée par Zeus et transportée au-dessus des eaux.

## Cartes similaires
L'art de façonner une carte sous une forme humaine se retrouve également dans une carte dessinée par Opicinus de Canistris, montrant la mer Méditerranée. Cette carte, publiée en 1340 et donc antérieure à la carte de Putsch, représentait l'Europe sous la forme d'un homme et l'Afrique du Nord sous celle d'une femme. La carte dite Leo Belgicus représentait quant à elle les Pays-Bas sous la forme d'un lion.
Alors que dans les cartes de type Europa Regina, la géographie réelle est subordonnée à la forme féminine, l'approche opposée est observée dans une carte dessinée par Hendrik Kloekhoff et publiée par François Bohn en 1709. Sur cette carte, intitulée Europa. Volgens de nieuwste Verdeeling (« L'Europe, selon la classification la plus récente »), une femme est superposée sur une carte montrant une géographie assez précise de l'Europe, et bien que la carte soit orientée vers l'ouest avec la péninsule ibérique formant la tête comme dans l'imagerie d'Europa regina, l'impression générale est celle d'une forme féminine accroupie, correspondant plus à l'allégorie d'Europa deplorans qu'à celle d'Europa triumphans.

## Usage contemporain
Une réplique de la carte Europa regina est affichée dans le Bâtiment József Antall du Parlement européen à Bruxelles.